# نهائي كأس إيطاليا 1973
نهائي كأس إيطاليا 1973 (بالإيطالية: Finale Coppa Italia 1973) هي المباراة النهائية من منافسة كأس إيطاليا 1972–73, النسخة 25 من بطولة كأس إيطاليا